# Deportes de salón
Deporte de salón,  es una actividad física de competición que está sujeta a normas, que se realiza de manera habitual en instalaciones cerradas y cubiertas, en habitaciones de grandes dimensiones donde se celebran acontecimientos deportivos. 
La Real Academia Española define: 

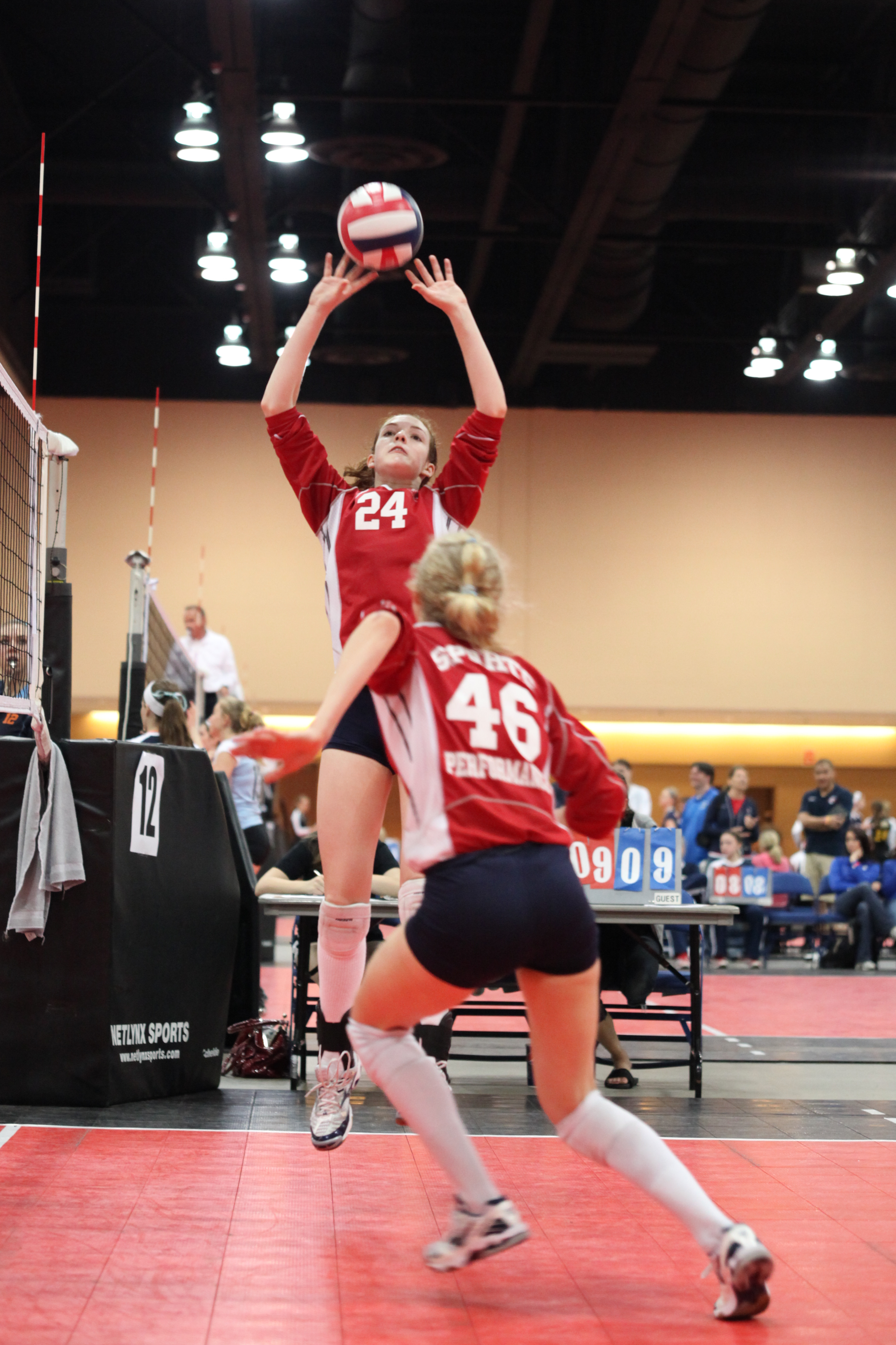
Voleibol (deporte de salón)

Deporte: “Actividad física, ejercida como competición, cuya práctica supone entrenamiento y sujeción a normas”.
Salón: “En edificios públicos, habitación de grandes dimensiones donde se celebran acontecimientos”.
No se debe confundir los términos juego de salón y deporte de salón, porque son expresiones análogas entre sí. Los juegos de salón  fueron muy populares entre las clases media y alta de los Estados Unidos y Gran Bretaña durante la época victoriana, representado de esta manera elegancia o glamur; a menudo eran jugados en un salón, de ahí su denominación.
El término de deportes de salón se le conoce en el idioma francés como sport en salle,  en turco salon esporlari y de manera similar en inglés como indoor sports.
La palabra inglesa Indoor su significado en ese idioma es: “Relativo a los deportes jugados en el interior de un edificio cubierto”; este vocablo no tiene equivalencia directa en el español, sino similitud con la definición de salón cuando este se encuentra relacionado junto con la palabra deporte (como deporte de salón). Los vocablos Indoor e interior suenan de manera similar pero no tienen el mismo significado.
Deporte de salón, de forma inapropiada lo denominan también ‘deporte de sala’ o ‘deporte de interior’, pero no es adecuado denominarlo de estas formas, porque en español los vocablos sala e interior no están definidos como una edificación para acontecimientos, ni tampoco tienen correlación con la expresión juego de salón que es su fuente u origen.
Una característica peculiar de estos deportes es su presentación, donde los árbitros de forma general (sin ser determinante) visten de pantalón largo, dando cierta elegancia al acontecimiento de salón. Un ejemplo de ello es el boxeo, donde el árbitro viste de traje con corbatín.
Muchos deportes de pelota son de salón, entre ellos el baloncesto, el bádminton, el balonmano, el box lacrosse, el cestoball, el fútbol sala (futsala), el hockey sobre hielo, el hockey sala, el hockey sobre patines, el hockey sobre patines en línea, el sepak takraw, el tenis de mesa y el voleibol.
Numerosas artes marciales se practican como deporte de salón, entre ellas las artes marciales mixtas, el boxeo, el karate, el judo, el muay thai y el taekwondo.
El baile de salón de competición, el bolo americano, el billar y el ajedrez son también juegos de salón.